# Крокер, Томас Крофтон
Томас Крофтон Крокер (англ. Thomas Crofton Croker; 15 января 1798 — 8 августа 1854) — ирландский фольклорист.
Главные труды: «Fairy legends and traditions of the south of Ireland», «Legends of the lakes» (1829); нов. изд. под заглавием «Killarney legends», «Popular songs of Ireland», «Daniel O’Rourke», «The adventures of Barney Mahoney», «My village». Работу «Юг Ирландии» на немецкий перевели братья Гримм.